# ТВ Кикинда
ТВ Кикинда је српска локална телевизија из Кикинде. Основана је 1. септембра 2005. године под именом ТВ Рубин.
Према подацима Агенције за привредне регистре (АПР), телевизија Кикинда је првобитно била у саставни део крагујевачког радија "Рубин", да би крајем 2018. године издвојила као посебни правни субјект (Друштво са органиченом одговорношњу за телевизијску делатност Телевизија Рубин Кикинда). Промена имена телевизије се десила 10. марта 2020. године, док је дан раније, према подацима АПР-а промењен назив приведног субјекта (Друштво са органиченом одговорношњу за телевизијску делатност Телевизија Кикинда Кикинда).